# Ligne 161 (Infrabel)
Pour les articles homonymes, voir Ligne 161.
La ligne 161 est une ligne de chemin de fer reliant Bruxelles à Namur, la capitale de la Wallonie. Construite par la Grande compagnie du Luxembourg, elle forme avec la ligne 162 la Ligne du Luxembourg, une liaison internationale vers le Grand Duché de Luxembourg.
Ligne à fort trafic, elle compte deux des gares importantes de la Région wallonne (Ottignies et Namur) et est parcourue par tous types de trains voyageurs (Internationaux, InterCity, Omnibus, trains de pointe…). Infrabel, le gestionnaire du réseau ferré Belge, procède actuellement à sa mise à quatre voies entre Bruxelles et Ottignies/ Louvain-la-Neuve pour le futur RER.

## Histoire

### Grande compagnie du Luxembourg
Dès 1835, le jeune État belge, sous l’impulsion de Charles Rogier, développe un réseau de chemin de fer d’abord entre Bruxelles et Malines, puis d’Anvers à la Prusse. Le programme était très ambitieux et l’État a mis en concession la réalisation des lignes les moins stratégiques. La loi du 18 juin 1846 accorda la concession du chemin de fer de Bruxelles à Luxembourg et Longwy, avec antennes vers Liège (en descendant la vallée de l’Ourthe) et Bastogne. La Grande compagnie du Luxembourg est créée pour construire et exploiter cette infrastructure.
La ligne est exploitée dès le 12 août 1854. Elle relie alors la gare bruxelloise du Quartier Léopold sur le territoire d’Ixelles à la gare de Rixensart. Cette section est prolongée jusque La Hulpe à partir du 23 août 1854, puis Gembloux le 14 juin 1855, Rhisnes le 10 septembre 1855. Le 14 avril 1856, la ligne atteint Namur et s'étend alors sur 55 km.
La même année, un raccordement est mis en service vers la Gare de Bruxelles-Nord et celle de l'Allée-Verte. Aboutissant au passage à niveau de la rue des Palais, il est alors exploité uniquement en trafic marchandises, le terminus des voyageurs se trouvant au quartier Léopold[réf. souhaitée].
La compagnie manque plusieurs fois de mettre la clé sous le paillasson, notamment par suite de l’indélicatesse de ses administrateurs.
Les conséquences de cette situation financière difficile sont, pour la ligne du Luxembourg, une ligne mal tracée avec peu de pentes et beaucoup d’ouvrages d’art, l’absence de double voie et un faible nombre de trains, y compris pour les marchandises.

### État belge
En 1873, après plusieurs années de procédures infructueuses l’État nationalise la compagnie et procède à la pose d'une seconde voie.
La création d'une deuxième voie permet une meilleure exploitation de la ligne et la réduction de l'encombrement en gare causé par les trains de marchandises. Il existe déjà une deuxième voie entre Bruxelles et Rixensart en 1872. En 1873, l'État belge la prolonge jusque Ottignies. Le tronçon Namur—Rhisnes est achevé en 1875, Rhisnes—Saint-Denis et Ottignies—Mont-Saint-Guibert en 1876. À la fin de l'année 1878, la ligne 161 dispose de deux voies sur toute sa longueur, depuis Bruxelles jusque Namur. Vers 1874, la ligne de ceinture est dotée de nouveaux prolongements aboutissant d'une part en gare de Schaerbeek et de l'autre sur la ligne de Bruxelles à Alost donnant au quadrilatère de Schaerbeek la forme générale qu'il possède toujours au XXIe siècle.
De nouvelles gares et haltes se créent sur la ligne et le trafic se développe considérablement. Les gares de bifurcation d'Etterbeek, d'Ottignies et de Gembloux permettent des échanges avec d'autres lignes tandis qu'un raccordement militaire dessert les nombreuses casernes d'Etterbeek.
La portion de ligne entre Bruxelles-Luxembourg et Schaerbeek, se prolongeant vers Bruxelles-Nord, Laeken et la gare de l'Allée Verte fut longtemps désignée « Ligne de ceinture Est ». Afin de faciliter l'urbanisation des quartiers traversés, et de supprimer de nombreux passages à niveau, le tracé fut modifié par étapes entre les années 1880 et les années 1910 :
- un premier projet, datant de 1875, prévoit de mettre la ligne en souterrain entre le square Ambiorix et la Chaussée de Louvain, en conservant son emplacement ;
- les communes de Saint-Josse-ten-Noode et de Schaerbeek demandèrent en 1881 que la ligne soit déplacée vers l'Est et enterrée sous le boulevard Clovis. L'ancien tracé entre le Square Ambiorix et la rue de la Consolation fut supprimé dans les années 1880, permettant de créer la rue John Waterloo Wilson[6] et l'avenue Georges Petre[7] ;
- plus au nord, malgré des réclamations, il fallut attendre une convention passée en 1900 pour que la ligne soit à son tour déviée vers l'Est et partiellement mise en tunnel, permettant de supprimer les passages à niveau et de créer de nouvelles artères (Avenue Paul Deschanel[8], Avenue Voltaire[9] et Avenue du Suffrage Universel[10]).

Plusieurs gares et haltes avaient été réalisées entre Bruxelles-Nord et Bruxelles-Luxembourg. Les deux dernières gares (Rue Rogier et Chaussée de Louvain) ferment en 1921 et 1924.

### SNCB
Entre 1926 et 1930, la ligne 26 est finalement inaugurée sur toute sa longueur après plus de vingt ans de travaux. Elle permet aux trains de marchandises venant de Namur et Ottignies d'atteindre Schaerbeek ou de continuer vers Anvers sans emprunter la ligne 161, proche de la saturation entre Etterbeek et Schaerbeek.
Si la Seconde Guerre mondiale a retardé quelque peu le programme d’électrification du réseau ferré belge, la ligne sera équipée assez rapidement et en 1956, les panaches de vapeur désertent la ligne. La SNCB commandera même les locomotives de la série 23 pour y remorquer les trains de marchandises.
En 1980, l’arrivée des automotrices « break » préfigure la révolution que sera le plan IC-IR de 1984, avec la généralisation du trafic voyageur cadencé. En 1990, la fréquence des trains directs passe à la demi-heure. En 2000, le matériel roulant est renouvelé avec l’arrivée des automotrices AM96 sur les trains IC (grandes lignes) vers Luxembourg, suivi en 2003 par une augmentation de la capacité des trains d’heure de pointe à l’aide de voitures à deux niveaux M6.
En 2009, des travaux de remise à niveau démarrent, notamment avec le remplacement de la caténaire. L’objectif est d’augmenter la vitesse de référence (qui est de 130 km/h depuis 1956) à 160 km/h, et surtout de réduire le nombre de « points singuliers » où la vitesse autorisée est parfois sérieusement réduite.
Entre Bruxelles-Schuman et Ottigines, la ligne doit être mise à quatre voies pour le Réseau express régional bruxellois. Toutefois, les travaux ont pris du retard et, bien que la plupart du gros œuvre ait été réalisé, la ligne est seulement à quatre voies entre Schuman et Watermael, en 2018.
Le 15 juillet 2021, la ligne subit d'importants dégâts lors des inondations de juillet en Belgique. Plusieurs sections de voie en talus sont inondées ou déstabilisées. Les trains sont remplacés par des bus ou déviés par les lignes 130 et 140, la gare de Gembloux, rapidement remise en service en direction de Namur devenant un terminus jusqu'au 30 août, où une partie des trains peut à nouveau circuler sur une seule voie. Cependant, le 9 septembre 2021, un nouvel affaissement est détecté sur le remblai en cours de réparation à Mont-Saint-Guibert et la section Gembloux-Ottignies doit à nouveau fermer (trains déviés ou remplacés par des bus).

## Caractéristiques

### Profil
Cette ligne, construite avec peu d’ouvrages d’art, compte un profil assez accidenté. Entre Schaerbeek et Bruxelles-Luxembourg, la ligne doit rattraper la différence d'altitude entre ces deux gares et l'ascension se poursuit ensuite. Une rampe de 17‰ vers Mont-Saint-Guibert nécessite d’utiliser les lignes 140 et 147 ou 144 puis la ligne 130 pour les trains de marchandises et la descente entre Rhisnes et Namur se fait avec une pente de 18‰. Des aménagements du réseau (surélévation de la ligne passant par Bruxelles-Nord, suppression du passage à niveau avec la rue Belliard vers 1956 et aménagement d’un passage inférieur entre les gares d’Etterbeek et Watermael) ont créé des pentes importantes mais plus courtes. Elle atteint par exemple 30 ‰ au niveau de la rampe de la rue Belliard.

### Ouvrages d'art
Construite à l’économie, la ligne compte initialement peu d’ouvrages d’art marquants et la plupart des creux sont traversés par des remblais. On notera le franchissement de la rue Gray, dans la vallée du Maelbeek à Ixelles, par un imposant remblai muni d’un tunnel routier ainsi que l’enchaînement de tranchées couvertes entre les gares de Bruxelles-Schuman et de Bruxelles Nord (la ligne d’origine y circulait à l’air libre). La bifurcation vers Louvain-la-Neuve, construite en 1975, présente également la particularité de voir se croiser un pont routier et un pont ferroviaire au-dessus de la ligne.
Les travaux menés dans le cadre de la mise à 4 voies pour le RER induisent cependant de nombreux ouvrages de génie civil. Infrabel a en effet pris le pli de ne pas élargir l’emprise au sol de l’assiette de voie, ce qui induit l’usage de viaducs en encorbellement, posés par exemple sur les talus existant à Ottignies, Etterbeek ou Hoeilaart. Une paire de sauts-de-mouton a été construit près de la gare d’Etterbeek au niveau où la ligne 160 se détachait autrefois de la ligne 161 par un tunnel afin de séparer le trafic vers la ligne 161A des autres voies. Certaines tranchées seront couvertes (de part et d’autre d’Ottignies notamment) et des dalles couvriront les abords de certaines gares.

Enfin, au niveau de la traversée de la forêt de Soignes, les talus sont redressés à l’aide de murs verts (structure en béton ajourée au travers de laquelle poussent des plantes). En 2012, plusieurs passages à faune sont mis en service en collaboration avec Bruxelles Environnement. 

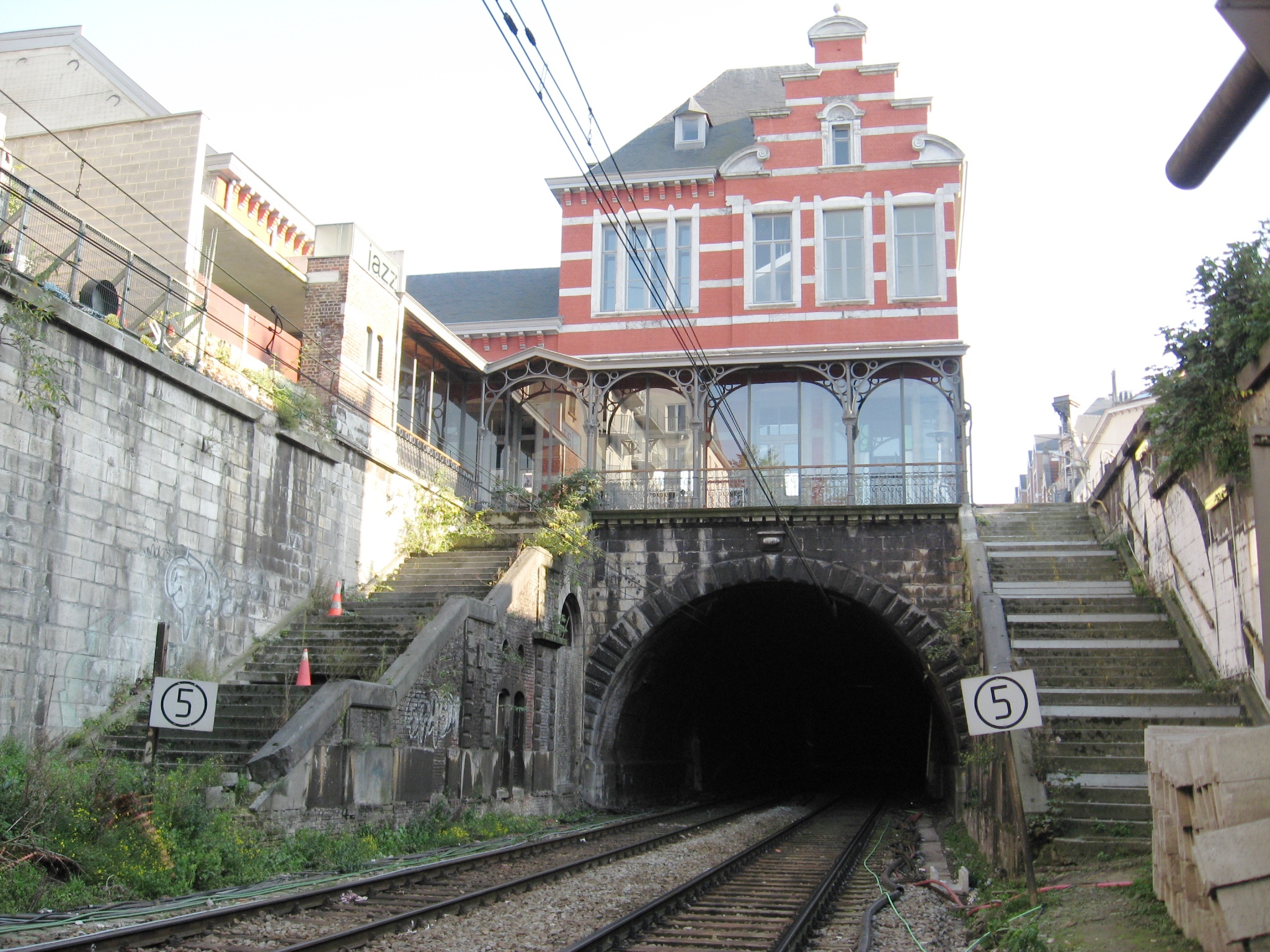
Chaussée de Louvain.

### Gares haltes et arrêts

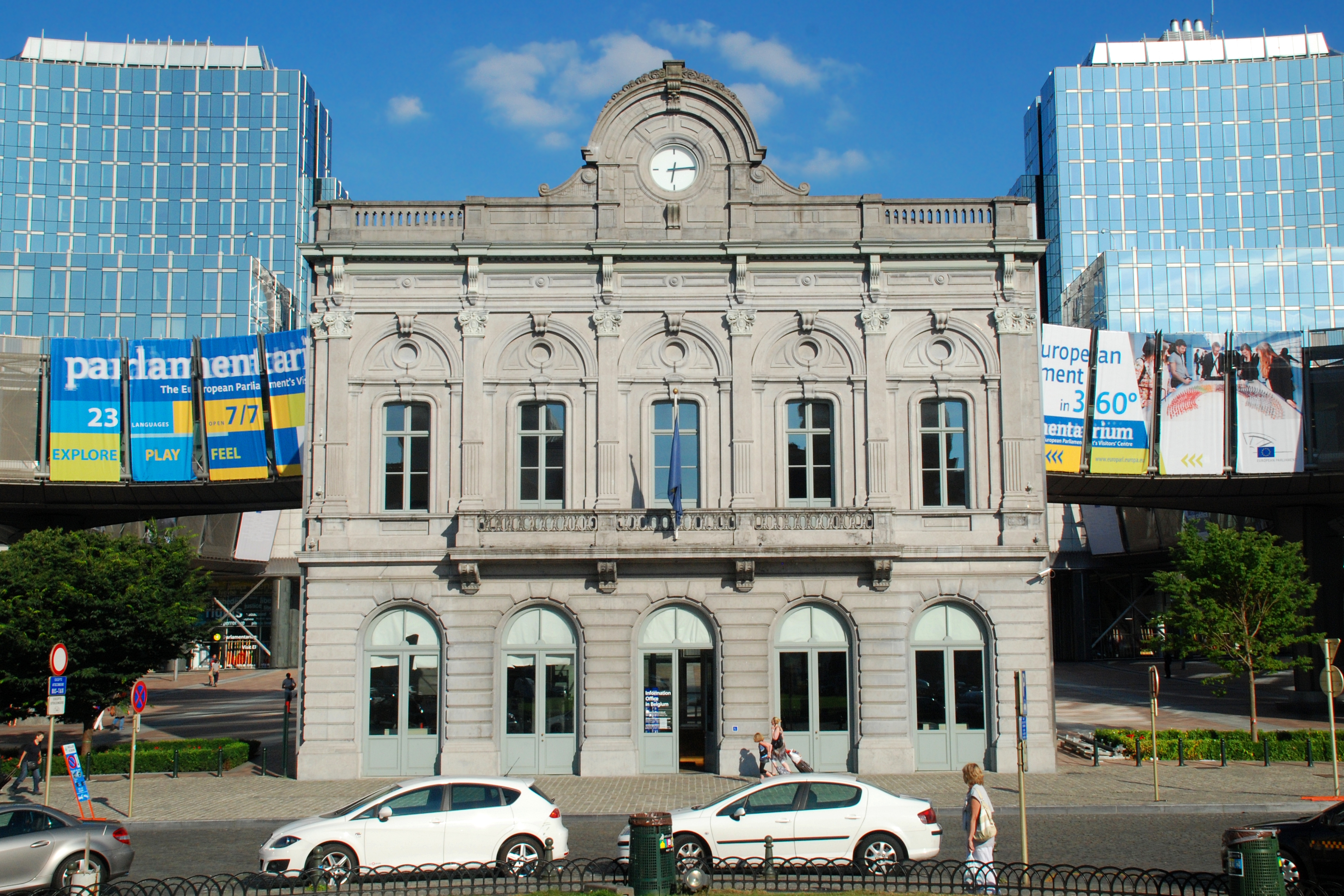
Bruxelles-Luxembourg.

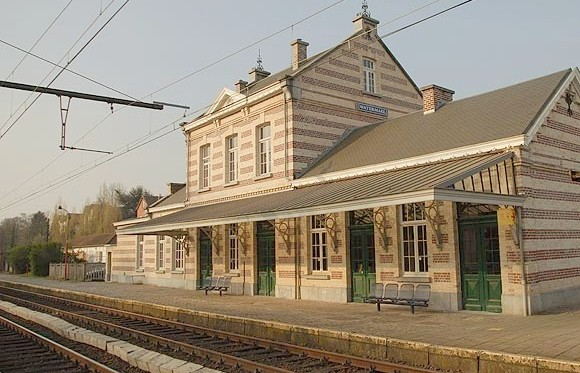
Watermael.

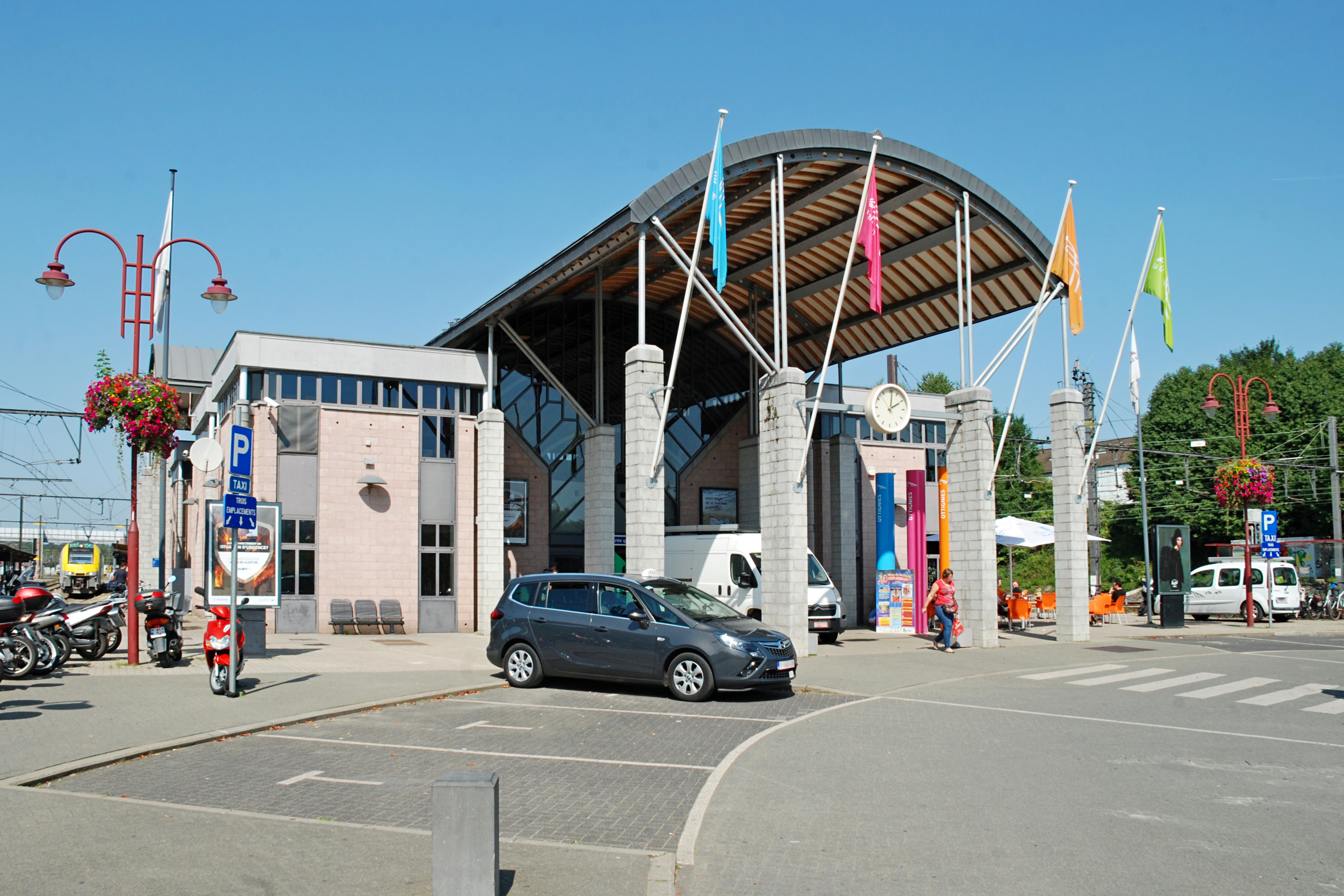
Ottignies.

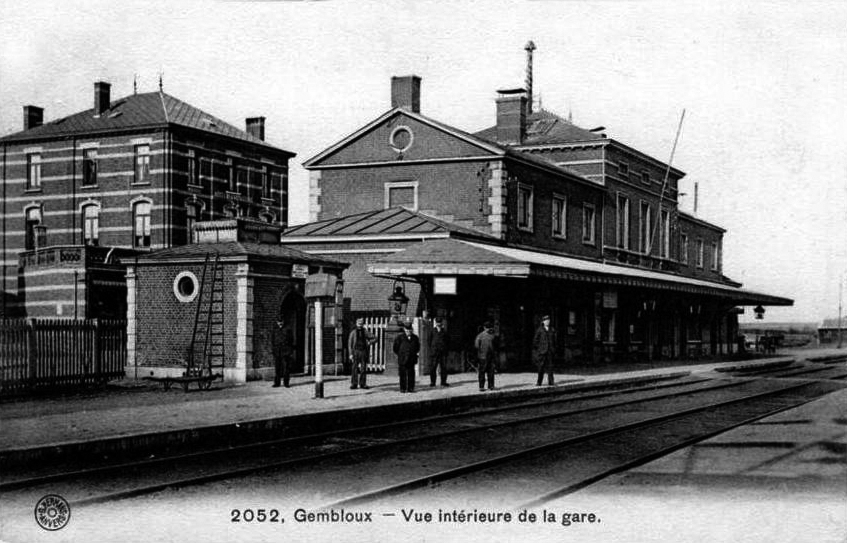
Gembloux.

En italique les anciennes gares
- Bruxelles-Nord
- Gare de la rue des Palais
- Rue Royale Sainte-Marie
- (Tunnel Josaphat)
- Josaphat
- Rue Rogier
- (Tunnel Deschanel)
- Chaussée de Louvain
- (Tunnel Schuman)
- Bruxelles-Schuman
- Bruxelles-Luxembourg
- Germoir
- Etterbeek
- Watermael
- Boitsfort
- Groenendael
- Hoeilaart
- Bakenbos
- La Hulpe
- Genval
- Rixensart
- Profondsart
- Limelette-Buston
- Ottignies

⇒ Branche de Louvain-la-Neuve (Ligne 161D)
- Louvain-la-Neuve

- Mont-Saint-Guibert
- Blanmont
- Chastre
- Ernage
- Gembloux
- Lonzée
- Beuzet
- Saint-Denis-Bovesse
- Rhisnes
- Namur

## Lignes annexes
Plusieurs ajouts à la ligne principale, que cela soit, une ou plusieurs voies supplémentaires établies en parallèle, ou de courts embranchements, portent le numéro 161 avec un complément sous la forme d'une lettre ou d'un chiffre comme 161A et 161/1.

### Ligne 161/1
De Y Pont de la Senne à Y Josaphat. L'une des bretelles de raccordement du quadrilatère de Schaerbeek, à l'extrémité nord de la ligne.

### Ligne 161/2
La ligne 161/2 Bruxelles-Nord - Y Josaphat. Une autre bretelle de raccordement du quadrilatère de Schaerbeek. À double voie car de loin la plus fréquentée (la ligne directe vers Schaerbeek n'accueille, elle, plus que quelques trains vides ou d'heure de pointe et se termine à simple voie).

### Ligne 161A
La ligne 161A était initialement un tronçon à voie unique qui longe, en 3e voie, la ligne 161 de la gare de Bruxelles-Luxembourg à la gare de Watermael via la gare d'Etterbeek. Des travaux ont été réalisés pour porter à deux voies cette portion de ligne afin de réaliser le quadruplement de la Ligne 161.
À terme elle sera englobée dans la mise à 4 voies de la section Bruxelles-Schuman - Watermael - Ottignies - Louvain-la-Neuve-Université dont elle constituera les voies "lentes".
Elle permet aux trains de la ligne 26 de desservir les gares de Germoir, Bruxelles-Luxembourg et Schuman et se connecte à la ligne 26 à deux endroits.
- en gare de Bruxelles-Schuman, par le Tunnel Schuman-Josaphat
- entre les gares d'Etterbeek et Watermael (où se trouve aussi une paire de sauts-de-mouton avec la L161)

### Ligne 161B
La ligne 161B (Y Groenendael - Hippodrome), est une courte antenne, longue de 1,4 km. Créée en 1892 pour la desserte de l'Hippodrome de Groenendael, elle fut fermée en 1978 puis déferrée. Une promenade a été aménagée au bord de l’assiette de la ligne.

### Ligne 161C
La ligne 161C (La Hulpe - Genval), est un tronçon à voie unique, long de 1,2 km. C'est une troisième voie établie en accotement, du côté ouest de la ligne principale.
Elle fut déferrée dans le cadre des travaux de mise à 4 voies de la section Bruxelles-Schuman - Ottignies dans le cadre desquels elle s’intégrera.

### Ligne 161D
La ligne 161D (Y Louvain-la-Neuve-Université à Louvain-la-Neuve-Université), est une courte antenne, longue de 4,4 km. Créée en 1975 pour la desserte d'un site de l'Université catholique de Louvain, elle est mise en service 2 septembre 1975.
Établie avec deux voies, elle est électrifiée le 15 septembre 1975. Elle dispose d'un ouvrage d'art important, le tunnel du Biérau long de 875 m. La vitesse est limitée à 90 km/h.
À terme, elle deviendra la dernière portion ligne 161A et sera englobée dans la mise à 4 voies de la section Bruxelles-Schuman - Ottignies - Louvain-la-Neuve-Université (les quatre voies se termineront à l'endroit où la ligne vers Louvain-la-Neuve se sépare de la ligne 161 vers Namur).

## Projets
Infrabel met actuellement la ligne à niveau afin de porter la vitesse de référence de 130 à 160 km/h partout où c’est possible. Ceci induit le remplacement de la caténaire en de nombreux endroits de la ligne (Namur, Gembloux, Blanmont…), l’assainissement des zones boueuses (au sud de Gembloux notamment), le rognage des parois rocheuses instables (Rhisnes) et le remplacement des rails et traverses. Ces travaux se font progressivement, en réduisant au maximum l'impact sur l'exploitation des trains. La fin des travaux était originellement prévu pour 2018. Ils ne seront cependant pas finis avant fin 2026.
La mise à quatre voies dans le cadre du RER bruxellois devrait être réalisée entre Bruxelles et Louvain-La-Neuve à partir de 2018. Vu les difficultés rencontrées dans l’obtention de certains permis d’urbanisme, on table toutefois sur un retard de 5 ans avant la fin des travaux. En 2021, seules les sections de Schuman à Watermael et d'Ottignies à la bifurcation vers Louvain-la-Neuve sont exploitées à quatre voies.
La gare d'Ottignies sera dotée de quais et d'infrastructures entièrement renouvelées, la fin des travaux est prévue pour 2029 et le montant estimé est de 83 millions d'euros.
Le projet de recréer une gare à la hauteur de la place Verboekhoven a été évoqué à plusieurs reprises. La future ligne 3 du métro disposera d'une station à cet endroit, avec une sortie au bord des voies ferrées avec la possibilité d'y créer une gare.
L’adaptation à la circulation des TGV ou des trains pendulaires a été à au tournant de l'an 2000. Destiné à augmenter la vitesse de circulation sur les sections sinueuses entre Bruxelles et Luxembourg mais aussi à rééquiper les trains circulant jusque Bâle, le projet est abandonné à la fin de l'année 2011.